# Alsjösjön (Vissefjärda socken, Småland)
Alsjösjön är en sjö i Emmaboda kommun i Småland och ingår i Lyckebyåns huvudavrinningsområde. Sjön har en area på 0,311 kvadratkilometer och ligger 139,3 meter över havet. Vid provfiske har abborre, braxen, gädda och mört fångats i sjön.

## Delavrinningsområde
Alsjösjön ingår i det delavrinningsområde (627593-148981) som SMHI kallar för Utloppet av Kässjö. Medelhöjden är 147 meter över havet och ytan är 12,88 kvadratkilometer. Räknas de 4 avrinningsområdena uppströms in blir den ackumulerade arean 40,7 kvadratkilometer. Gusemålabäcken som avvattnar avrinningsområdet har biflödesordning 2, vilket innebär att vattnet flödar genom totalt 2 vattendrag innan det når havet efter 67 kilometer. Avrinningsområdet består mestadels av skog (81 procent). Avrinningsområdet har 0,7 kvadratkilometer vattenytor vilket ger det en sjöprocent på 5,4 procent.